# Emichsburg (Pfalz)

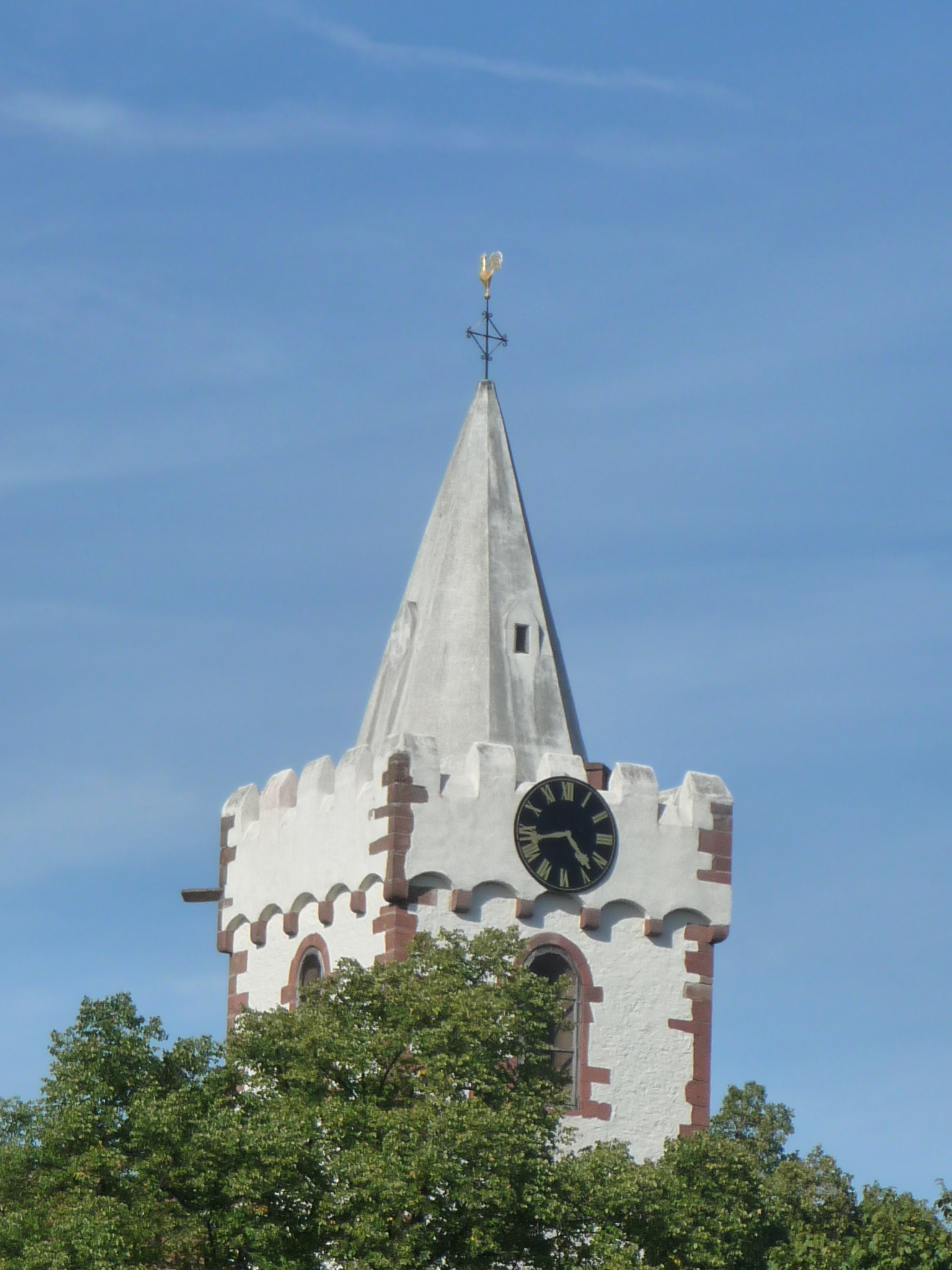
Mittelalterlicher Turm der Martinskirche

Die Emichsburg ist eine Schlossanlage des 16. und 17. Jahrhunderts in Bockenheim an der Weinstraße. Die Überreste der Emichsburg befinden sich am Rand von Bockenheim, etwa 20 km südlich von Alzey und 10 km westlich von Worms. Die heutige als Weingut genutzte Anlage besteht aus einem Neubau des frühen 19. Jahrhunderts.

## Geographie
Die Reste der Schlossanlage befinden sich auf 174 m ü. NHN Höhe auf der Kuppe des Kirchenhügels im Zentrum des nördlichen Ortsteils Kleinbockenheim neben der ehemaligen Wehrkirche St. Martin.

## Schlossanlage
Erhalten sind von der Schlossanlage das Renaissance-Tor, einige Gebäudeteile und die Ringmauer des Kirchengeländes. Die Reste sind teilweise in Nachfolgebauten integriert. Der freistehende Kirchturm der benachbarten Martinskirche gehörte zur Befestigung des Kirchenhügels.

## Geschichte
Das von den Leiningern befestigte Kleinbockenheim wurde 1460 während der Mainzer Stiftsfehde durch Kurfürst Friedrich den Siegreichen von der Pfalz zehn Tage lang vergeblich belagert. Graf Emich VIII. befestigte Kleinbockenheim weiter, doch Friedrich I. brannte im sogenannten Pfälzischen Krieg (1470/71) den Ort 1471 vollständig nieder und schleifte die Befestigung. Diese wurde jedoch noch im gleichen Jahr durch Emich VIII. wiederhergestellt.
Erst Emich XI. kaufte am 23. Dezember 1582 die ehemalige Propstei des Klosters Wadgassen in Kleinbockenheim und begann, die ehemalige Klosteranlage auf dem Kirchenhügel in ein bescheidenes Renaissance-Schloss umzuwandeln. Dieses wurde als Emichsburg bezeichnet. Das erhaltene Renaissance-Portal stammt offenbar noch vom alten Bau. Die Schlossanlage wurde im 17. Jahrhundert während des Dreißigjährigen Krieges und des Pfälzischen Erbfolgekrieges mehrmals schwer beschädigt.
1730 ließ Graf Karl Ludwig von Leiningen-Dagsburg-Emichsburg (1704–1747) auf dem Schlossgelände ein neues Wohngebäude errichten. Die Anlage diente ihm als bescheidene Hauptresidenz, und er benannte seinen neuen Familienzweig nach ihr. Das Schloss wurde zwischen 1752 und 1766 saniert.
Seine endgültige Zerstörung durch die örtliche Bevölkerung erfolgte, nachdem das linke Rheinufer im Ersten Koalitionskrieg 1797/98 dauerhaft zu Frankreich kam. Die Leininger wurden enteignet, dabei fielen auch die verbliebenen Ruinen des Schlosses Emichsburg in Kleinbockenheim an den französischen Staat, der sie als Nationalgut versteigern ließ. 1806 wurde das ehemalige Schlossgelände an den Pfarrer und Notar Friedrich Weiß aus Großbockenheim verkauft und von diesen in ein landwirtschaftliches Gut umgewandelt. Von dessen Witwe erwarb am 17. Oktober 1831 Heinrich Janson das stattliche landwirtschaftliche Anwesen. Zusammen mit 28 Hektar Weinbergen und Ackerland kostete es 40.000 Gulden.
1906 stieß man bei Erdarbeiten unter der Martinskirche zufällig auf die ehemalige Gruft der Leininger Grafen. Sie erwies sich als geplündert und wurde wieder zugeschüttet.
Heute befindet sich auf dem Areal das Weingut Schloss Janson. Es steht immer noch im Eigentum der Nachkommen von Heinrich Janson.
Die Emichsburg im Odenwald wurde 1828 von Fürst Karl zu Leiningen als Jagdschloss erbaut und trägt ihren Namen zum Andenken an die ehemalige Bockenheimer Residenz der Familie.

## Kultur

### Bürgerhaus „Emichsburg“
Nach der früheren Burg erhielt auch das gegen Ende des 20. Jahrhunderts erbaute Bockenheimer Bürgerhaus den Namen „Emichsburg“. Es wurde zwischen Groß- und Kleinbockenheim errichtet, wo seit 1995 auch das Haus der Deutschen Weinstraße steht.

### „Preis der Emichsburg“
Bei den Bockenheimer Mundarttagen, die in Bockenheim jeweils im Frühjahr veranstaltet werden, wird der Preis der Emichsburg vergeben. Er würdigt besondere Verdienste um Mundart, Dialektliteratur und regionale Kultur.